# Peter Marton

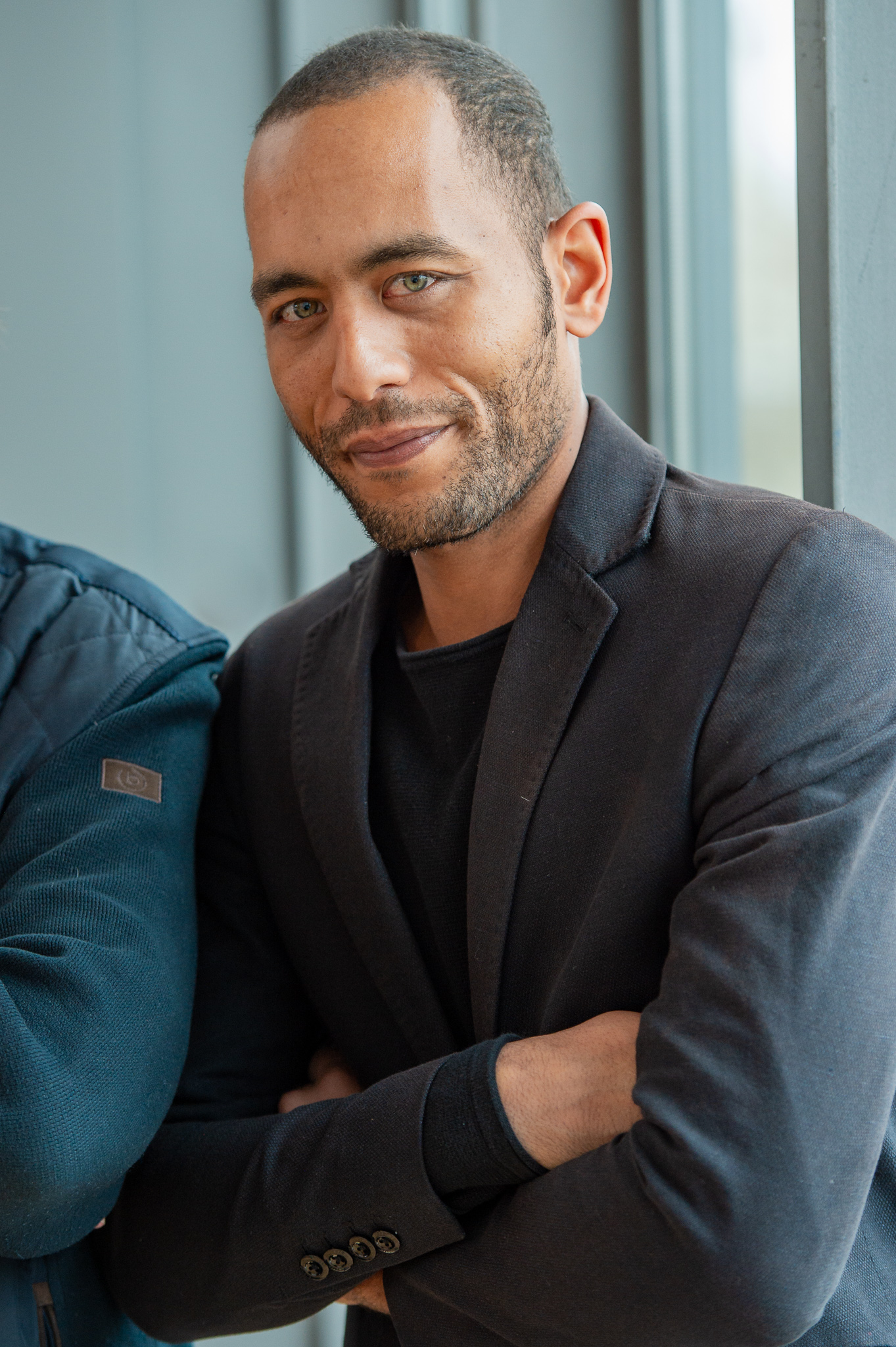
Peter Marton (2019)

Peter M. Marton (* 1983 in Wien) ist ein österreichischer Schauspieler.

## Leben
Martons Mutter stammt aus Ungarn, sein Vater aus Kenia. Er studierte zunächst Philosophie und Theologie, bevor er Schauspieler wurde. Von 2006 bis 2010 absolvierte er seine Schauspielausbildung am Konservatorium der Stadt Wien. Er hatte Theaterengagements auf verschiedenen Wiener Bühnen, so am Wiener Kulturzentrum (WUK; 2006 als Aaron in Titus Andronicus), am Off-Theater (2008), am Theater Drachengasse (2009), weiters am „Waldviertler Hoftheater“ (2009; als Alfred in Der Alpenkönig und der Menschenfeind) und am Schauspielhaus Wien (2009 und 2010).
Von 2010 bis Juli 2013 war er festes Ensemblemitglied am Salzburger Landestheater. Zu seinen Rollen dort gehörten: Cassiel in Der Himmel über Berlin (2010),  Jim O’ Connor in Die Glasmenagerie (2010), Atalus in Weh dem, der lügt!  (2011), Sad in Dreck von Robert Schneider (2011), Lysander in Ein Sommernachtstraum (2011),  Graf Wronski in einer Bühnenfassung von Anna Karenina (2011), Graf Dunois in Die Jungfrau von Orleans (2012), die Rollen Barnabas/Der Lehrer in einer Bühnenfassung von Das Schloss (2013) und Konstantin Treplev in Die Möwe (2013).
Im September/Oktober 2013 spielte er an der Komödie Düsseldorf den senegalesischen Sozialhilfeempfänger und Kleinkriminellen Driss in dem Theaterstück Ziemlich beste Freunde; Regie führte Pia Hänggi, seine Partner waren Sigmar Solbach (als gelähmter, im Rollstuhl sitzender Philippe) und Kerstin Gähte. Im Dezember 2013/Januar 2014 gastierte er mit dieser Rolle und in dieser Inszenierung auch am Fritz Rémond Theater in Frankfurt am Main. Im März/April 2015 spielte er diese Rolle dann erneut, diesmal am Contra-Kreis-Theater in Bonn. Von März bis Mai 2016 spielte er erneut die Rolle des Driss, diesmal an der Komödie im Bayerischen Hof in München.
In der Spielzeit 2013/14 spielte er am Stadttheater Ingolstadt im Weihnachtsmärchen Aladin und die Wunderlampe den afrikanischen Zauberer Suruku.
2013 gab Marton sein Fernseh-Debüt in der österreichischen Fernsehserie Cop Stories. In der österreichischen Fernsehserie Vorstadtweiber war er von 2015 bis 2018 in drei Staffeln als Callboy Timo zu sehen. In der Fernsehserie Watzmann ermittelt, die seit Mai 2019 im Vorabendprogramm auf Das Erste ausgestrahlt wird, spielt Marton in der Hauptrolle des Kriminalhauptkommissars Jerry Paulsen an der Seite von Andreas Giebel einen der beiden Ermittler. In der ZDFneo-Detektivserie Dunkelstadt (2020) übernahm Marton eine der Episodenhauptrollen als Jerome Madaki, der einzige Zeuge des Mordes an einem Polizeiermittler. In der 22. Staffel der ZDF-Krimiserie Die Rosenheim-Cops (2022) spielte er eine Episodenhauptrolle als tatverdächtiger Finanzberater Andreas Gabler.
Marton lebt in Wien.

## Filmografie (Auswahl)
- 2012: Sprachlos (Kurzfilm)
- 2012: A Vision Of Sound (Kurzfilm)
- 2013: CopStories (Fernsehserie; Folge: Zund)
- 2015–2016; 2018: Vorstadtweiber (Fernsehserie; Seriennebenrolle)
- seit 2019: Watzmann ermittelt (Fernsehserie; Serienhauptrolle)
- 2019: The Mallorca Files: Mallorca hat den Superstar (Fernsehserie, eine Folge)
- 2020: Dunkelstadt: Schafspelz (Fernsehserie, eine Folge)
- 2022: Die Rosenheim-Cops: Die 24 Stunden von Rosenheim (Fernsehserie, eine Folge)